# Tom Thacker (cestista)
Thomas Porter Thacker, detto Tom (Covington, 2 novembre 1939), è un ex cestista e allenatore di pallacanestro statunitense, professionista nella NBA e nella ABA.

## Carriera
Venne selezionato dai Cincinnati Royals come scelta territoriale del Draft NBA 1963.
Tom Thacker è uno dei soli quattro giocatori ad aver vinto almeno un titolo NBA e un titolo ABA (come Julius Erving, Rick Barry e Bill Melchionni), ed è l'unico ad aver fatto parte di squadre che hanno vinto almeno un titolo NCAA, un titolo NBA e un titolo ABA.

## Palmarès
- 2 volte campione NCAA (1961, 1962)
- NCAA AP All-America Second Team (1963)
- Campionato NBA: 1

Boston Celtics: 1968
- Campionato ABA : 1

Indiana Pacers: 1970